# یوها پیرینن
یوها پیرینن (فنلاندی: Juha Pirinen؛ زادهٔ ۲۲ اکتبر ۱۹۹۱) بازیکن فوتبال اهل فنلاند است.
از باشگاه‌هایی که او در آن بازی کرده‌، می‌توان به باشگاه فوتبال رووانیمی پالوسئورا، باشگاه فوتبال هاکا، باشگاه فوتبال میپا، و باشگاه فوتبال تامپره یونایتد اشاره کرد.
پیرینن همچنین در تیم ملی فوتبال فنلاند بازی کرده‌است.